# Gwiazda (osoba)

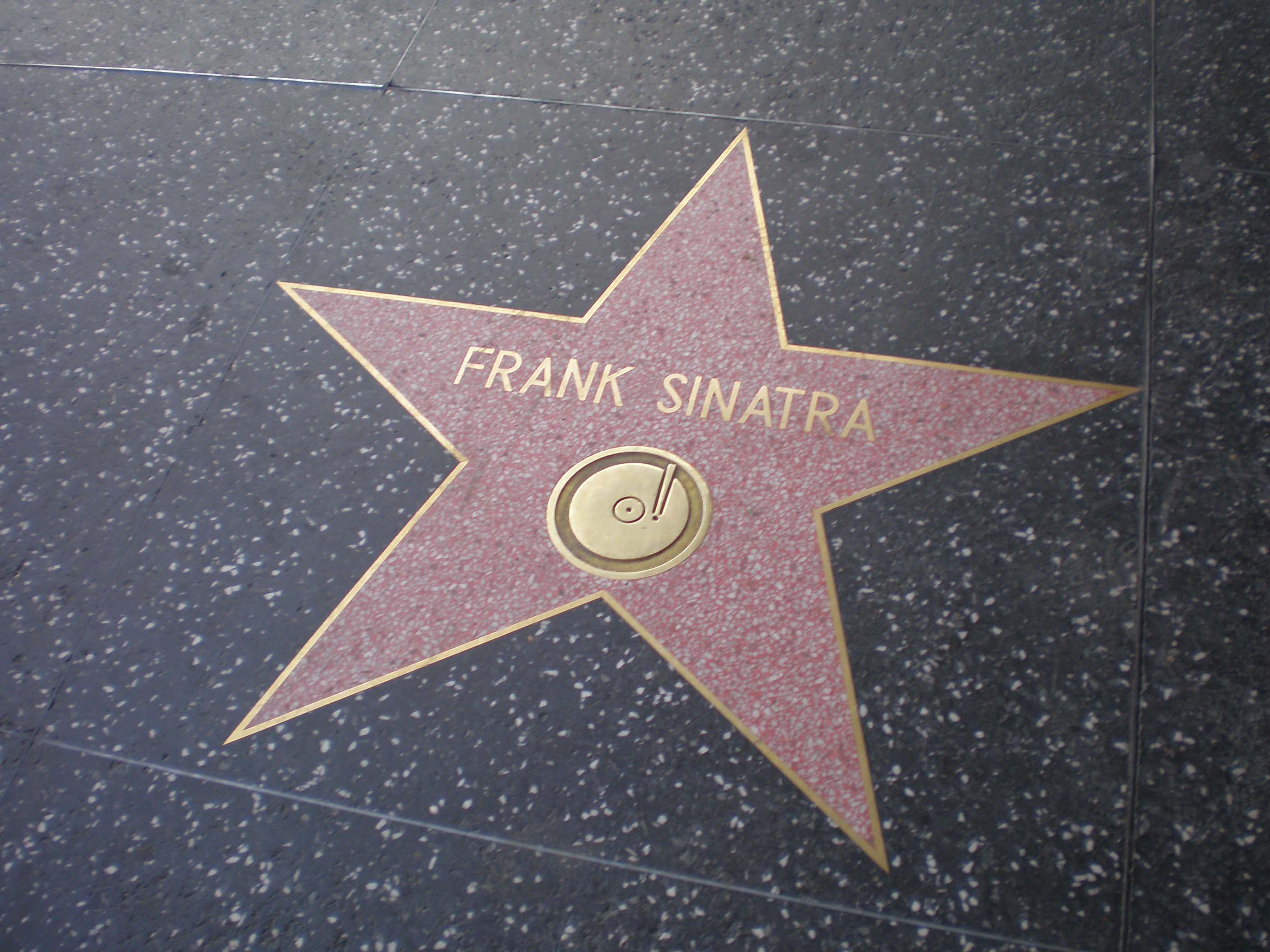
Gwiazda Franka Sinatry w Alei Gwiazd w Hollywood (Los Angeles)

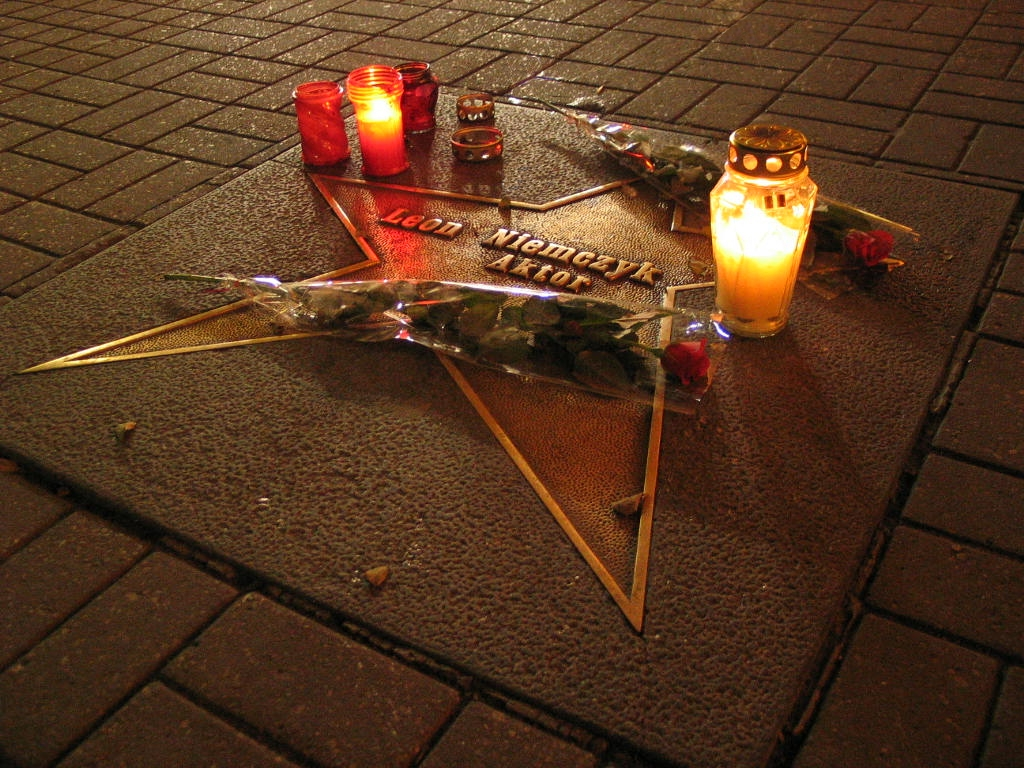
Gwiazda Leona Niemczyka w łódzkiej alei gwiazd w dzień po jego śmierci

Gwiazda – określenie osoby cieszącej się popularnością, darzonej podziwem wśród pewnej grupy społecznej.
Osoba określana mianem gwiazdy często postrzegana jest przez swoich fanów jako autorytet i wzór do naśladowania. Samo pojęcie gwiazdy związane jest ze zjawiskiem popkultury i związanymi z nią środkami masowego przekazu, dzięki którym informacje docierają do szerokiej publiczności (np. filmy hollywoodzkie).